# هنري أ. ويلي
هنري أ. ويلي (بالإنجليزية: Henry A. Wiley)‏ هو ضابط أمريكي، ولد في 31 يناير 1867 في ألاباما في الولايات المتحدة، وتوفي في 20 مايو 1943 في بالم بيتش في الولايات المتحدة.